# Groupe de NGC 2369
Le groupe de NGC 2369 comprend au moins six galaxies situées dans la constellation de la Carène. La distance moyenne entre ce groupe et la Voie lactée est d'environ 49,2 Mpc (∼160 millions d'al). 

## Membres
Le tableau ci-dessous liste les six galaxies du groupe indiquées dans l'article de A.M. Garcia paru en 1993. 
| Nom                   | Class.       | Type                  | α (J2000.0)   | δ (J2000.0)  | Vitesse radiale (km/s) | m    | Distance (Mpc) | Diamètre (kal) |
| --------------------- | ------------ | --------------------- | ------------- | ------------ | ---------------------- | ---- | -------------- | -------------- |
| NGC 2369              | SB(s)a       | Spirale barrée        | 07h 16m 37.7s | -62° 20′ 37″ | 3240 ± 9               | 12,3 | 49,7 ± 3,5     | 160            |
| NGC 2369A (PGC 20640) | SA(rs)b      | Spirale               | 07h 18m 43.5s | -62° 56′ 11″ | 3147 ± 10              | 12,9 | 48,3 ± 3,4     | 109            |
| NGC 2381              | (R')SB(rs)a? | Spirale barrée        | 07h 19m 57.3s | -63° 04′ 01″ | 3129 ± 13              | 12,8 | 48,0 ± 3,4     | 99             |
| NGC 2417              | SA(rs)bc     | Spirale               | 07h 30m 12.1s | -62° 15′ 10″ | 3209 ± 4               | 12,0 | 49,4 ± 3,5     | 184            |
| IC 2200               | (R)SABb pec  | Spirale intermédiaire | 07h 28m 17.5s | -62° 21′ 11″ | 3248 ± 22              | 13,2 | 49,9 ± 3,5     | 173            |
| IC 2200A (PGC 21062)  | SB(s)0- pec? | Lenticulaire          | 07h 28m 06.3s | -62° 21′ 47″ | 3242 ± 14              | 12,7 | 49,8 ± 3,5     | 122            |

Le site DeepskyLog permet de trouver aisément les constellations des galaxies mentionnées dans ce tableau ou si elles ne s'y trouvent pas, l'outil du site constellation permet de le faire à l'aide des coordonnées de la galaxie. Sauf indication contraire, les données proviennent du site NASA/IPAC.